# Espédaillac
Espédaillac est une commune française, située dans le centre du département du Lot en région Occitanie.
Elle est également dans le causse de Gramat, le plus vaste et le plus sauvage des quatre causses du Quercy.
Exposée à un climat océanique altéré, aucun cours d'eau permanent n'est répertorié sur la commune. Incluse dans le parc naturel régional des Causses du Quercy, qui a depuis 2017 le label de géoparc mondial Unesco, la commune possède un patrimoine naturel remarquable composé d'une zone naturelle d'intérêt écologique, faunistique et floristique.
Espédaillac est une commune rurale qui compte 282 habitants en 2022, après avoir connu un pic de population de 1 073 habitants en 1793. Elle fait partie de l'aire d'attraction de Figeac. Ses habitants sont appelés les Espédaillacois ou  Espédaillacoises.

## Géographie
Commune du Quercy située dans le parc naturel régional des Causses du Quercy.

### Communes limitrophes
Les communes limitrophes sont  Blars, Brengues, Durbans, Grèzes, Livernon, Marcilhac-sur-Célé, Quissac-en-Quercy et Saint-Sulpice.
|         | Durbans                       | Livernon                |
| Quissac | Espédaillac                   | Grèzes                  |
| Blars   | Marcilhac-sur-Célé (sur 60 m) | Brengues, Saint-Sulpice |

### Géologie et relief
La superficie de la commune est de 34,93 km2 ; son altitude varie de 255  à   444 mètres.
Espédaillac est située sur le plateau du causse de Gramat. Les 
roches sédimentaires calcaires, apparentes actuellement, se sont formées durant le jurassique moyen et supérieur du Mésozoïque (ère secondaire). Elles sont creusées de cavités souterraines naturelles en majorité verticales. Jean Taisne a repéré une grotte et onze igues sur le territoire de la commune. La faille de Livernon se situe au nord du village. À l'est, débute la paléo-vallée du Robinet qui descend au sud vers la vallée du Célé. Elle s'est formée à l'ère quaternaire et présente un remplissage argilo-sableux.
Les eaux collectées sur le territoire de la commune s'infiltrent de façon diffuse dans les fissures du plateau calcaire, aucun cours d'eau, ni perte n'est visible en surface. Les écoulements se dirigent vers la vallée du Célé et constituent le système hydrologique dit "Gramat-Sud".

### Climat
Pour des articles plus généraux, voir Climat de l'Occitanie et Climat du Lot.
En 2010, le climat de la commune est de type climat océanique altéré, selon une étude s'appuyant sur une série de données couvrant la période 1971-2000. En 2020, Météo-France publie une typologie des climats de la France métropolitaine dans laquelle la commune est toujours exposée à un climat océanique altéré et est dans la région climatique Ouest et nord-ouest du Massif Central, caractérisée par une pluviométrie annuelle de 900 à 1 500 mm, maximale en automne et en hiver.
Pour la période 1971-2000, la température annuelle moyenne est de 11,5 °C, avec une amplitude thermique annuelle de 16,5 °C. Le cumul annuel moyen de précipitations est de 1 007 mm, avec 11,2 jours de précipitations en janvier et 6,5 jours en juillet. Pour la période 1991-2020, la température moyenne annuelle observée sur la station météorologique la plus proche, située sur la commune de Lunegarde à 9 km à vol d'oiseau, est de 12,6 °C et le cumul annuel moyen de précipitations est de 828,1 mm,. Pour l'avenir, les paramètres climatiques de la commune estimés pour 2050 selon différents scénarios d’émission de gaz à effet de serre sont consultables sur un site dédié publié par Météo-France en novembre 2022.

### Milieux naturels et biodiversité

#### Espaces protégés
La protection réglementaire est le mode d’intervention le plus fort pour préserver des espaces naturels remarquables et leur biodiversité associée,.
La commune fait partie du parc naturel régional des Causses du Quercy, un espace protégé créé en 1999 et d'une superficie de 183 039 ha, qui s'étend sur 102 communes du département du Lot. La cohérence du territoire du Parc s’est fondée sur l’unité géologique d’un même socle de massif karstique, entaillé de profondes vallées. Le périmètre repose sur une unité de paysages autour de la pierre et du bâti (souvent en pierre sèche), de l’empreinte des pelouses sèches et du pastoralisme et de l’omniprésence des patrimoines naturels et culturels,. Ce parc a été classé Géoparc en mai 2017 sous la dénomination « géoparc des causses du Quercy », faisant dès lors partie du réseau mondial des Géoparcs, soutenu par l’UNESCO,.

#### Zones naturelles d'intérêt écologique, faunistique et floristique

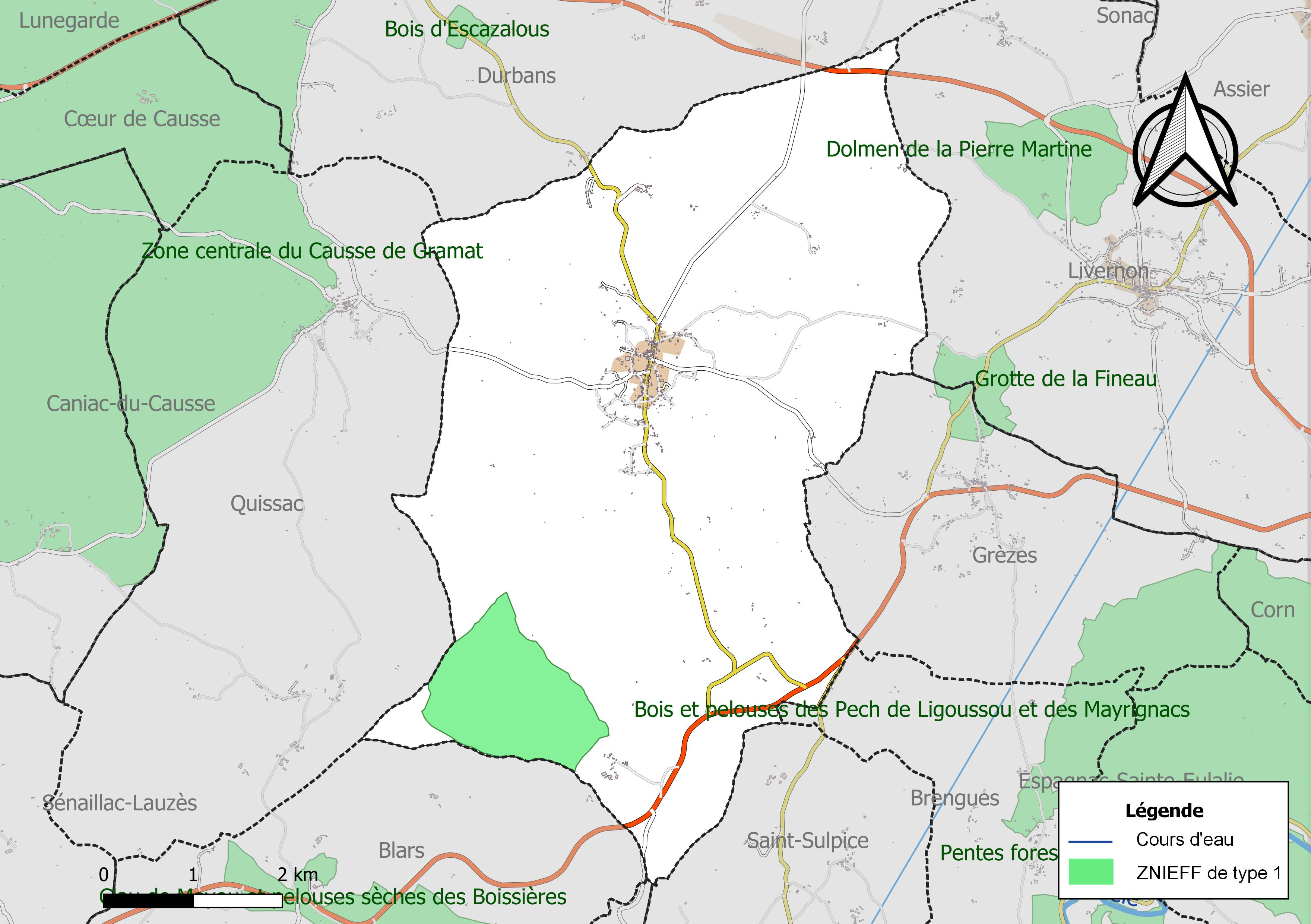
Carte de la ZNIEFF de type 1 localisée sur la commune.

L’inventaire des zones naturelles d'intérêt écologique, faunistique et floristique (ZNIEFF) a pour objectif de réaliser une couverture des zones les plus intéressantes sur le plan écologique, essentiellement dans la perspective d’améliorer la connaissance du patrimoine naturel national et de fournir aux différents décideurs un outil d’aide à la prise en compte de l’environnement dans l’aménagement du territoire.
Une ZNIEFF de type 1 est recensée sur la commune :
les « chênaie et lande du pech de Bar, du pech Pointu et de bois Grand » (226 ha), couvrant 3 communes du département.

## Urbanisme

### Typologie
Au 1er janvier 2024, Espédaillac est catégorisée commune rurale à habitat dispersé, selon la nouvelle grille communale de densité à sept niveaux définie par l'Insee en 2022.
Elle est située hors unité urbaine. Par ailleurs la commune fait partie de l'aire d'attraction de Figeac, dont elle est une commune de la couronne,. Cette aire, qui regroupe 59 communes, est catégorisée dans les aires de moins de 50 000 habitants,.

### Occupation des sols
L'occupation des sols de la commune, telle qu'elle ressort de la base de données européenne d’occupation biophysique des sols Corine Land Cover (CLC), est marquée par l'importance des forêts et milieux semi-naturels (74,1 % en 2018), en augmentation par rapport à 1990 (73,2 %). La répartition détaillée en 2018 est la suivante : 
milieux à végétation arbustive et/ou herbacée (49,2 %), forêts (24,9 %), zones agricoles hétérogènes (15,4 %), prairies (9,5 %), zones urbanisées (1 %). L'évolution de l’occupation des sols de la commune et de ses infrastructures peut être observée sur les différentes représentations cartographiques du territoire : la carte de Cassini (XVIIIe siècle), la carte d'état-major (1820-1866) et les cartes ou photos aériennes de l'IGN pour la période actuelle (1950 à aujourd'hui).

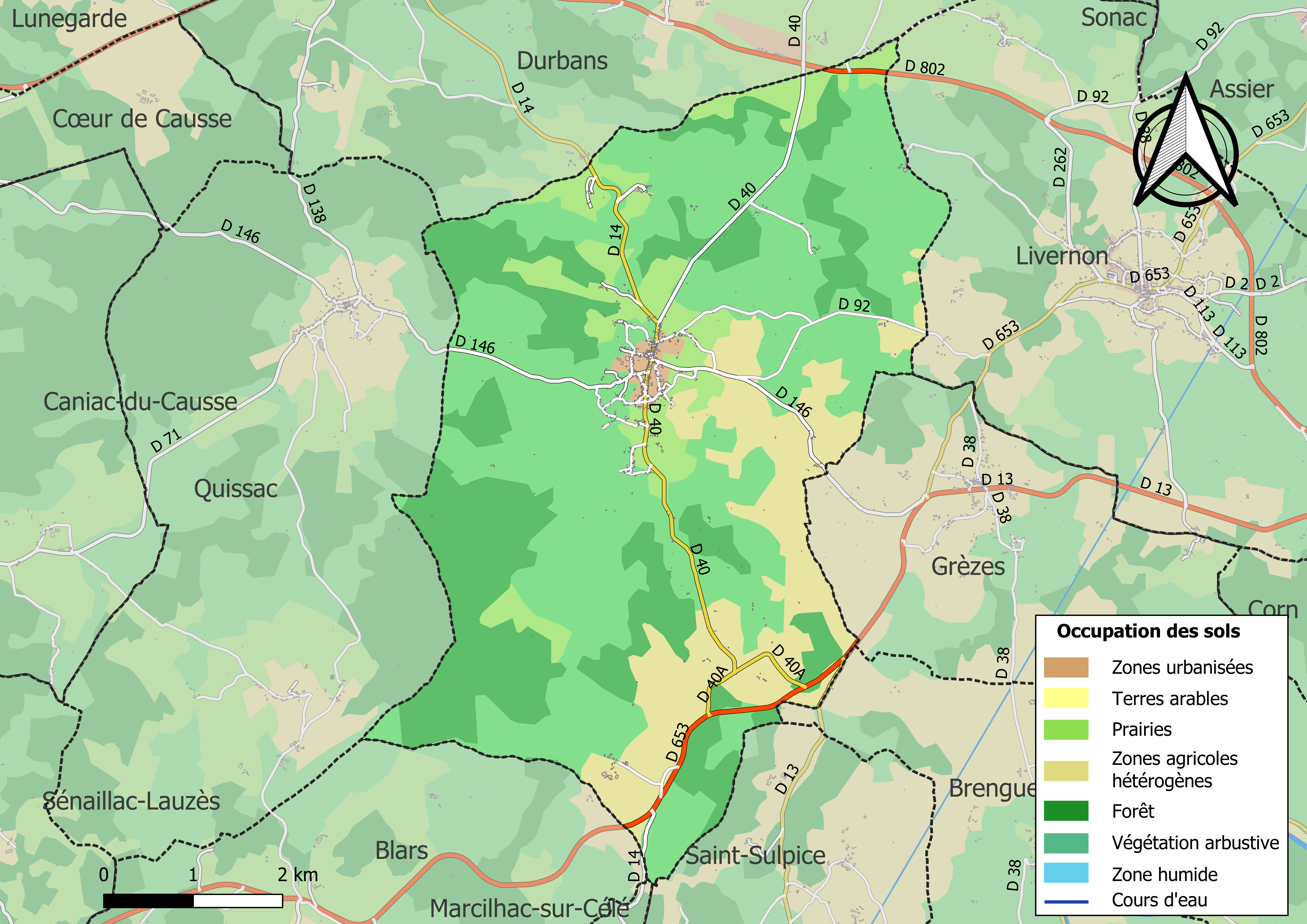
Carte des infrastructures et de l'occupation des sols de la commune en 2018 (CLC).

### Risques majeurs
Le territoire de la commune d'Espédaillac est vulnérable à différents aléas naturels : météorologiques (tempête, orage, neige, grand froid, canicule ou sécheresse), feux de forêts, mouvements de terrains et séisme (sismicité très faible). Il est également exposé à un risque technologique, le transport de matières dangereuses. Un site publié par le BRGM permet d'évaluer simplement et rapidement les risques d'un bien localisé soit par son adresse soit par le numéro de sa parcelle.

#### Risques naturels
Espédaillac est exposée au risque de feu de forêt. Un plan départemental de protection des forêts contre les incendies a été approuvé par arrêté préfectoral le 30 novembre 2015 pour la période 2015-2025. Les propriétaires doivent ainsi couper les broussailles, les arbustes et les branches basses sur une profondeur de 50 mètres, aux abords des constructions, chantiers, travaux et installations de toute nature, situées à moins de 200 mètres de terrains en nature
de bois, forêts, plantations, reboisements, landes ou friches. Le brûlage des déchets issus de l’entretien des parcs et jardins des ménages et des collectivités est interdit. L’écobuage est également interdit, ainsi que les feux de type méchouis et barbecues, à l’exception de ceux prévus dans des installations fixes (non situées sous couvert d'arbres) constituant une dépendance d'habitation.

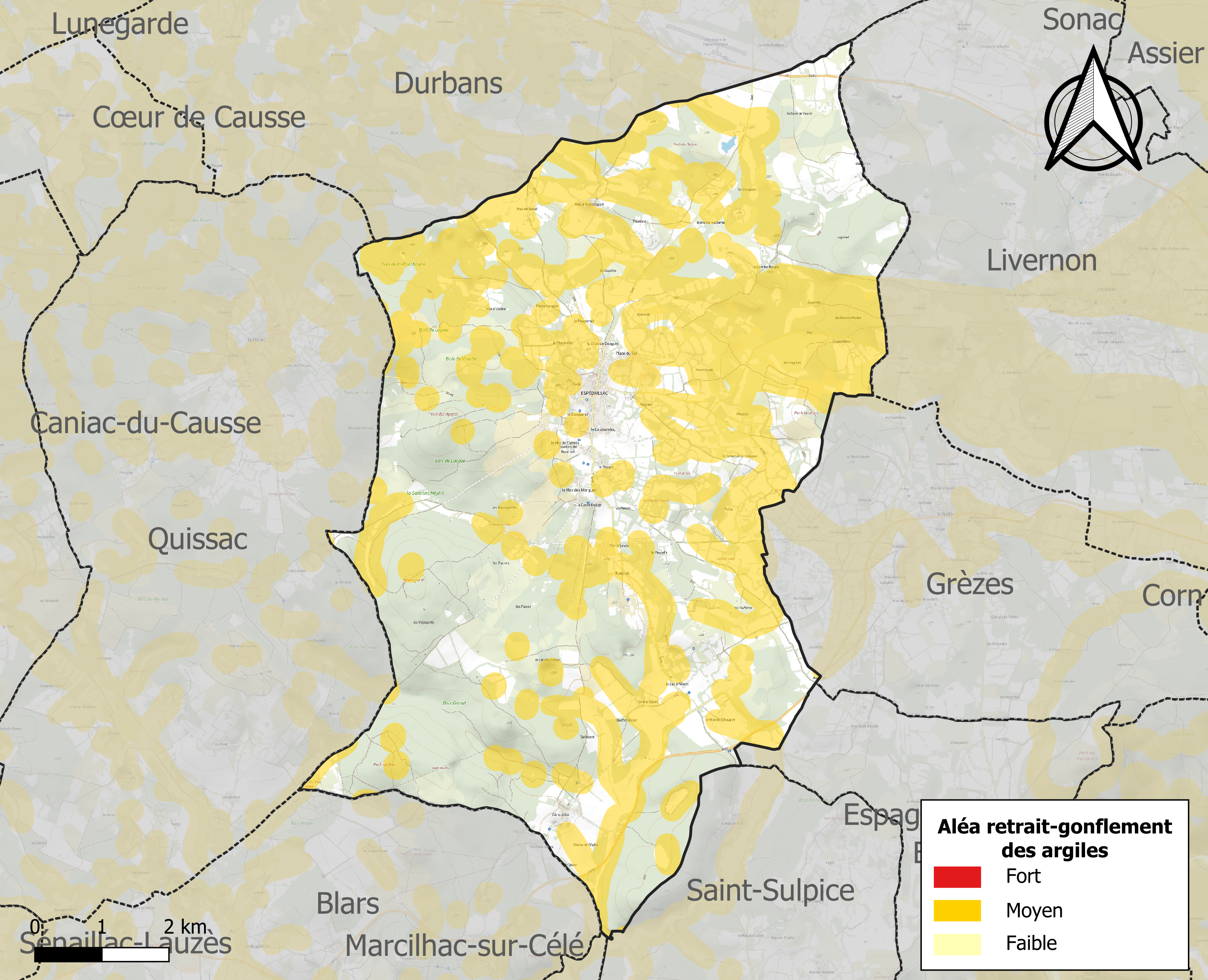
Carte des zones d'aléa retrait-gonflement des sols argileux d'Espédaillac.

Les mouvements de terrains susceptibles de se produire sur la commune sont des affaissements et effondrements liés aux cavités souterraines (hors mines). Par ailleurs, afin de mieux appréhender le risque d’affaissement de terrain, l'inventaire national des cavités souterraines permet de localiser celles situées sur la commune.
Le retrait-gonflement des sols argileux est susceptible d'engendrer des dommages importants aux bâtiments en cas d’alternance de périodes de sécheresse et de pluie. 47,8 % de la superficie communale est en aléa moyen ou fort (67,7 % au niveau départemental et 48,5 % au niveau national). Sur les 268 bâtiments dénombrés sur la commune en 2019, 81 sont en aléa moyen ou fort, soit 30 %, à comparer aux 72 % au niveau départemental et 54 % au niveau national. Une cartographie de l'exposition du territoire national au retrait gonflement des sols argileux est disponible sur le site du BRGM,.
Par ailleurs, afin de mieux appréhender le risque d’affaissement de terrain, l'inventaire national des cavités souterraines permet de localiser celles situées sur la commune.
La commune a été reconnue en état de catastrophe naturelle au titre des dommages causés par les inondations et coulées de boue survenues en 1982 et 1999. Concernant les mouvements de terrains, la commune a été reconnue en état de catastrophe naturelle au titre des dommages causés par des mouvements de terrain en 1999.

#### Risques technologiques
Le risque de transport de matières dangereuses sur la commune est lié à sa traversée par une route à fort trafic. Un accident se produisant sur une telle infrastructure est susceptible d’avoir des effets graves sur les biens, les personnes ou l'environnement, selon la nature du matériau transporté. Des dispositions d’urbanisme peuvent être préconisées en conséquence.

## Toponymie
Le toponyme Espédaillac est basé sur le terme latin hospitis. Le suffixe possessif -ac a été ajouté pour marquer l'appartenance à un domaine. La terminaison -ac est issue du suffixe gaulois -acon (lui-même du celtique commun *-āko-), souvent latinisé en -acum dans les textes. En latin hospes qualifie celui qui donne l'hospitalité.

## Histoire

### Préhistoire
Le territoire d'Espédaillac a attiré les hommes depuis les temps les plus reculés. En 1999, un biface taillé dans un galet de quartzite a été trouvé au Pech Ventoux et a été rattaché au Paléolithique.
Six dolmens et des tumuli sont encore visibles sur les terrains calcaires du causse, :
- Dolmen de l'Artillou au lieu-dit le Mas de l'Artillou au sud-est du village, à 460 mètres à l'est de la D40, en propriété privée. Il dispose de sa table 5,20 m par 3,20 m par 0,60 m d'épaisseur sur ses deux ortholites. Sa chambre mesure 3,40 m par 1,05 m[33]44° 36′ 59″ N, 1° 47′ 13″ E.
- Dolmen de Peyrefit, à 780 m au nord-est du précédent. Table de 5 m par 2 m par 1 m d'épaisseur (masse estimée à 25 tonnes[33], chambre de 3,40 m par 1,05 m par 1,60 m de haut, ortholites 30 cm d'épaisseur. Son tumulus a été fortement modifié par l'accumulation de cailloux provenant de l’épierrement des champs[34]. 44° 37′ 18″ N, 1° 47′ 28″ E.
- Dolmen de Place del Sol ou de Pierre Levée, près du lieu-dit Place du Sol, à 800 m au nord-est de l'église. Table de 3,75 m par 1,10 m par 20 cm d'épaisseur, chambre de 2,90 m par 1,10 m par 1,3 m de haut, chevet fermé par un muret bâti en pierres sèches. Il a servi d'abri pour les brebis[34]. 44° 38′ 41″ N, 1° 46′ 50″ E.
- Dolmens de Ginouillac: près du lieu-dit Ginouillac à l’extrême sud de la commune. Sa table, cassée en deux, mesure 4,50 m par 2,50 m, elle repose sur deux orthostats de 1,20 m de haut[33].44° 35′ 48″ N, 1° 46′ 27″ E.
- Dolmens du Pech Ventoux, situés à 2,34 km à l'est de l'église. Les deux dolmens sont distants de 2 m. La table de celui de l'est a été cassées en trois morceaux. Ses orthostats font respectivement 4,20 m et 4,50 m, l'un d'eux a été rainuré pour maintenir la dalle de chevet[5]. Le second dolmen est plus petit, il n'a plus de table[33]. 44° 38′ 11″ N, 1° 48′ 03″ E
- Dolmens du Vichelle ou des "Cabanes", Trois dolmens situés à 3,16 km de l'église, sur la limite avec la commune de Livernon. Sa table, cassée en trois, mesure 5,40 m par 4,50 m par 40 cm d'épaisseur[33]. 44° 38′ 42″ N, 1° 48′ 37″ E

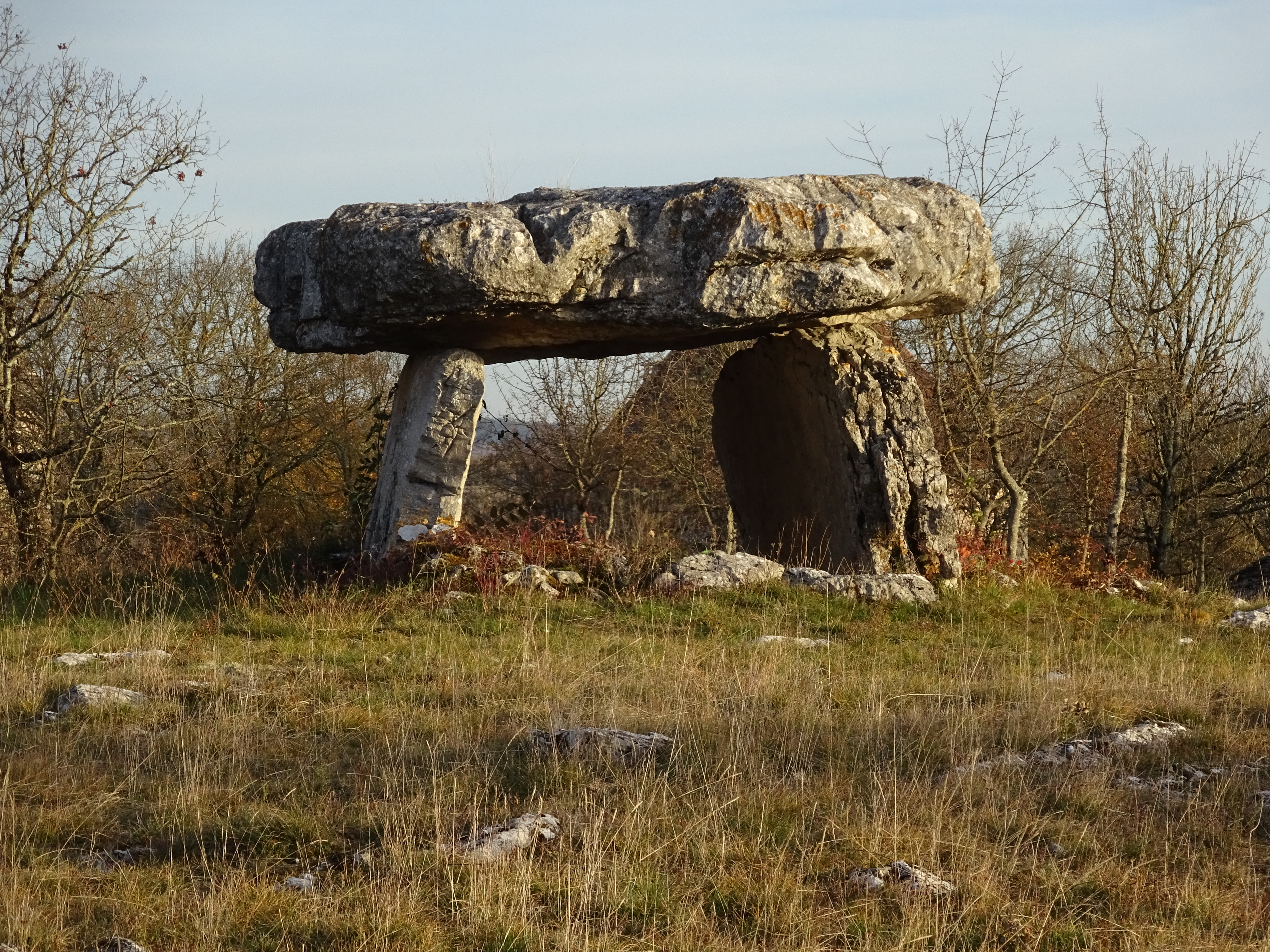
Dolmen du Mas de l'Artillou.
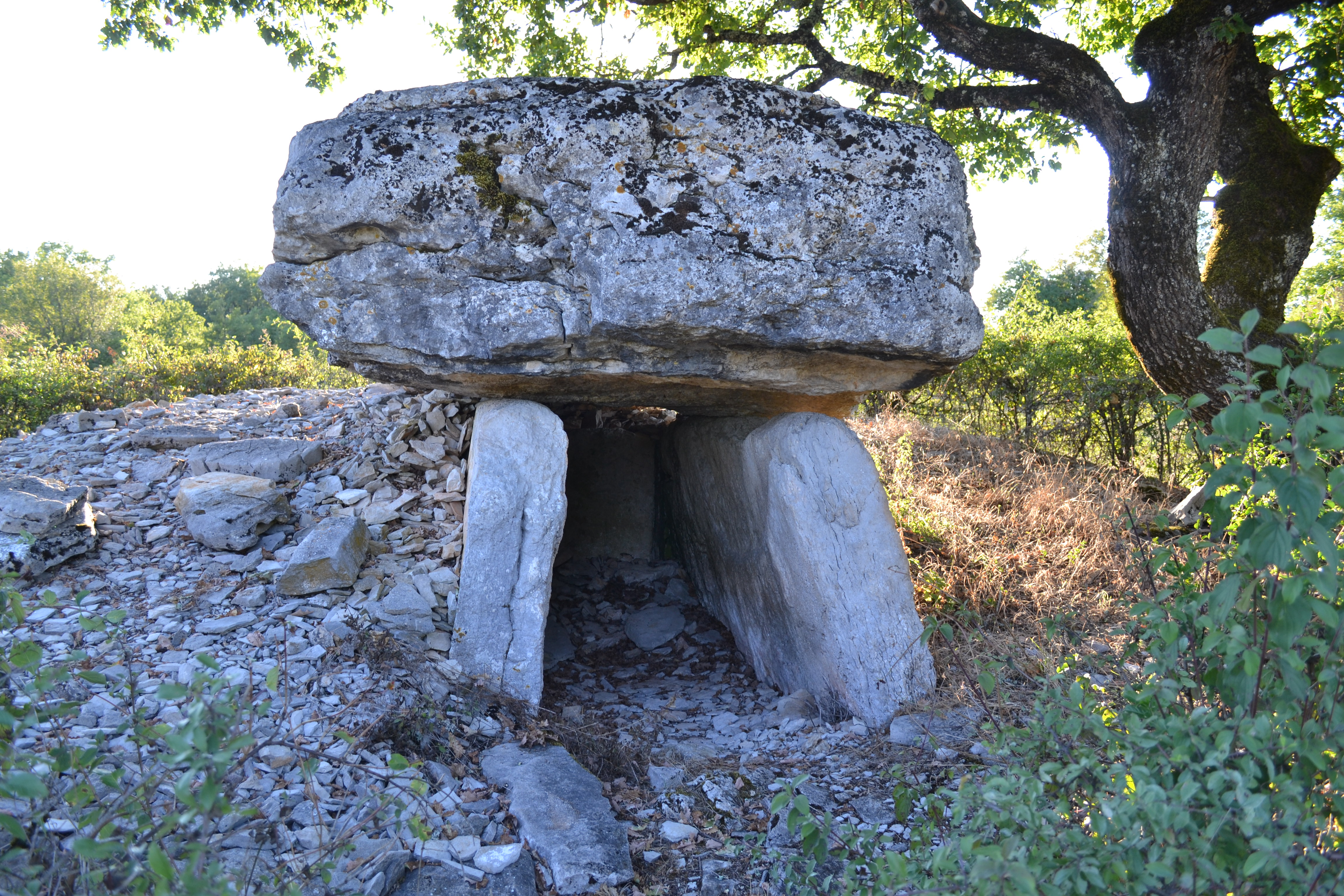
Dolmen de Peyrefit.
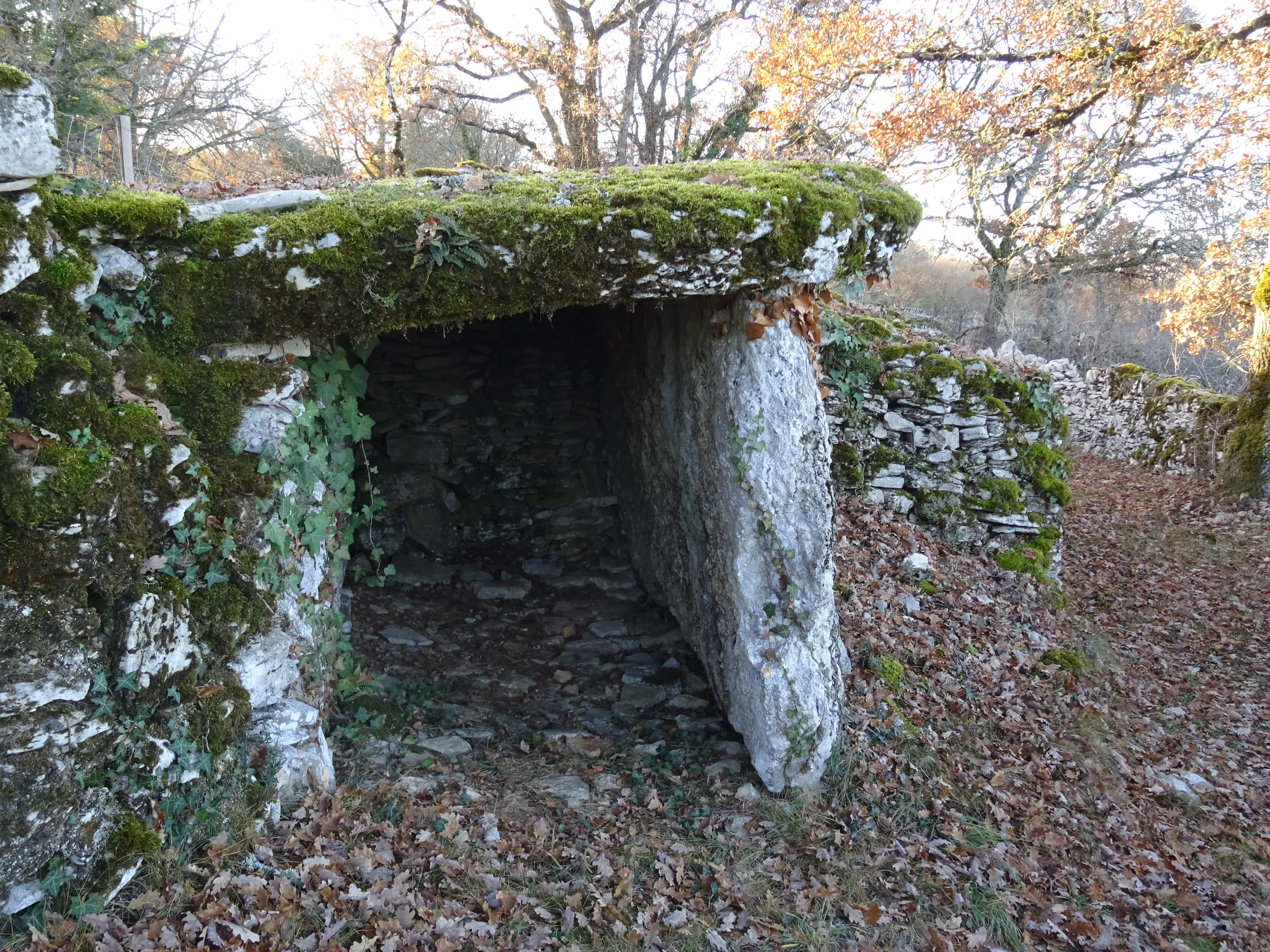
Dolmen de Place del Sol
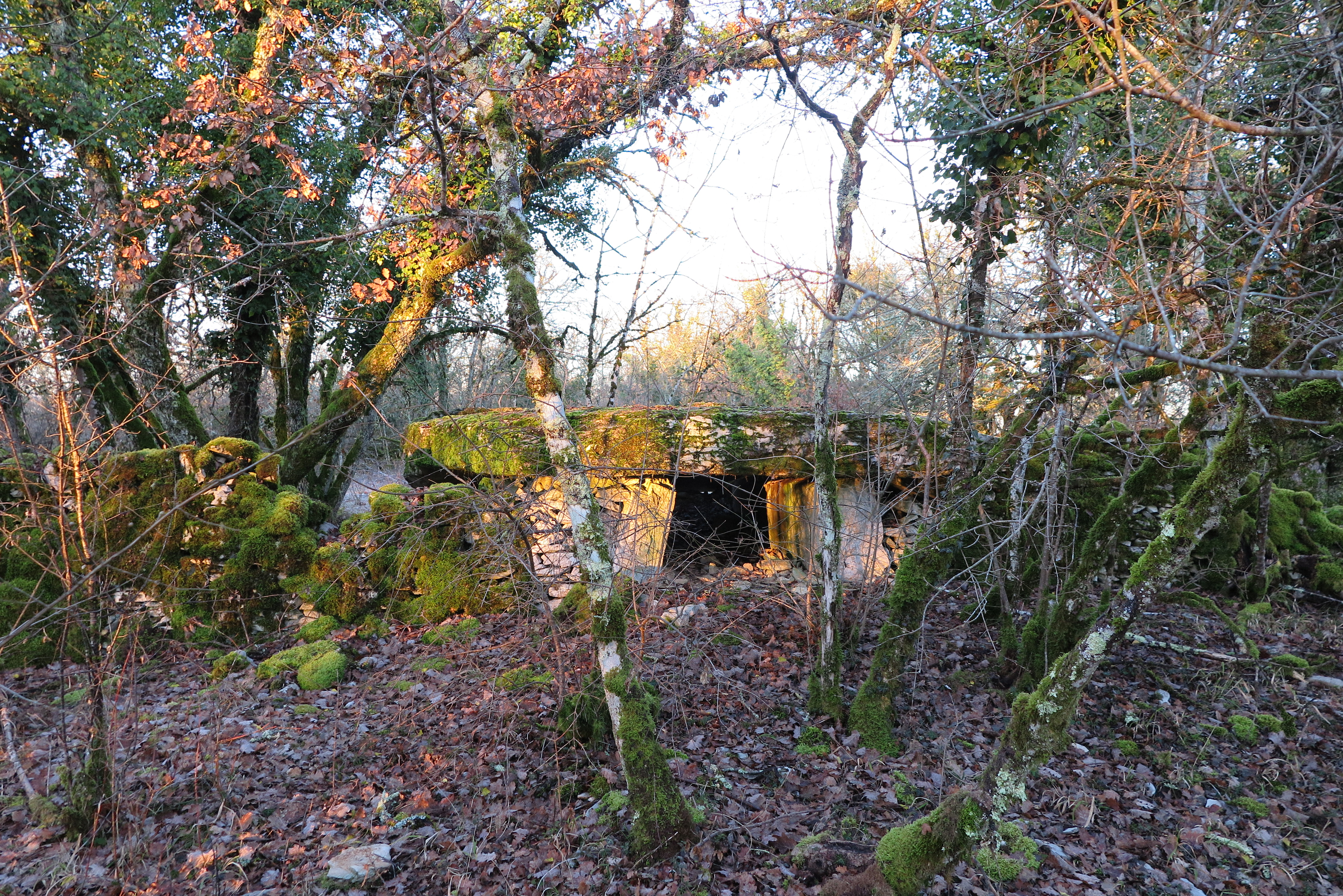
Dolmen de Vichelle

### Protohistoire
La protohistoire voit apparaître la métallurgie du bronze, et les élites. Espédaillac possède de cette époque sept nécropoles sous tumuli, soit plus de deux cents tumuli. Un site d'habitat dans la grotte du Mas d'Ourgnaguel a été fouillé et de nombreux tessons de céramique incisée ont été découverts. En 1963, lors d'un labour puis d'une fouille, un dépôt d'objet en bronze a été trouvé. Aujourd'hui 263 objets ont été inventoriés : anneaux, agrafes de ceinture et boutons. Ces objets feraient partie d'accessoires d'habillements féminins rituels élitaires typiques du Bronze final II récent.

### Les Hospitaliers
Au moyen Âge, la seigneurie d'Espédaillac était partagée entre un seigneur laïc (Les Barasc puis les Cardaillac) et l'ordre de Saint-Jean de Jérusalem. La maison de l'Hôpital  (commanderie, domus hospitalis) d'Espédaillac est attestée depuis le XIIIe siècle au sein du grand prieuré de Saint-Gilles, puis elle devint un membre de la commanderie de Durbans.
L'église Saint-Blaise d'Espédaillac est une ancienne église de la commanderie des hospitaliers de Saint-Jean-de-Jérusalem. Le village, le château et l'église sont détruits de 1575 à 1584 par les Huguenots. Pons de Lauzières-Thémines est alors fait seigneur du marquisat par Henry IV en 1610, lorsque le village est rebâti. Pour l'église, la reconstruction a lieu à partir de 1616 sous la direction de Frère Balthazar Fraissac, commandeur de Durbans et Soulomès. En septembre 1666, le chantier est en cours lors de la visite du commandeur Marcel de Galléan.

### Époque contemporaine

#### Les écoles
de 1833 à 1882, les enfants d'Espédaillac sont scolarisés dans une écoles primaire dirigée par des religieux : un garçon sur 5 et la moitié des filles, mais séparément. Plus tard, un établissement, l'école "du couvent", fut prêté aux religieuses de Gramat. En 1876, 84 élèves de 6 à 13 ans y sont scolarisés . Les lois Jules Ferry imposent ensuite que l'enseignement primaire soit gratuit, puis obligatoire et laïc. Une école publique de fille se met en place en 1882, mais la réception des travaux n'a lieu qu'en 1927. L'école publique de garçon est construite dans les années 1880. Elle accueille 95 élèves en 1883. La dernière école d'Espédaillac ferme en 1996.

## Politique et administration
| Période                                  | Période  | Identité                   | Étiquette | Qualité                        |
| ---------------------------------------- | -------- | -------------------------- | --------- | ------------------------------ |
| 3 août 1790                              | 1791     | Antoine Moisen             |           | Grand propriétaire             |
| 13 novembre 1791                         |          | Lacaze                     |           | Grand propriétaire et marchand |
| 1802                                     | 1804     | Jean Audral                |           |                                |
| 1804                                     | 1805     | Jean Richard               |           |                                |
| 1805                                     | 1812     | Antoine Moizen             |           |                                |
| 1812                                     | 1813     | Jacques Vielhescazes       |           |                                |
| 1814                                     | 1815     | Jean Miret                 |           |                                |
| 1815                                     | 1821     | Jean Clément Capral        |           |                                |
| 1821                                     | 1848     | Jacques Vielhescazes       |           |                                |
| 1848                                     | 1856     | Jean Antoine Audral        |           |                                |
| 1856                                     | 1859     | Jacques Vielhescazes       |           |                                |
| 1859                                     | 1865     | Jean Cavalie               |           |                                |
| 1865                                     | 1870     | Jules Cassagner            |           |                                |
| 1870                                     | 1884     | Jean Pierre Gabriel Audral |           |                                |
| 1884                                     | 1900     | Edouard Pradie             |           |                                |
| 1900                                     | 1902     | Larnaudie                  |           |                                |
| avant 1988                               | ?        | Baptiste Bouyssi           | PCF       |                                |
| 2001                                     | 2008     | Jean Loret                 |           |                                |
| 2008                                     | 2014     | Jacques Gorse              |           |                                |
| 2014                                     | En cours | Gérard Magne               |           |                                |
| Les données manquantes sont à compléter. |          |                            |           |                                |

## Équipements et services publics

### Espaces publics
Sur la grande place publique du Caussanel au centre du village, l'aire de jeux offre une balançoire et une bascule sur ressort destinées aux enfants de moins de 5 ans. Elle a été agrandie en juin 2021 et comporte maintenant des équipements pour enfants jusqu'à 12 ans : un mur d'escalade, un cadre à grimper en corde, un toboggan sur un revêtement adapté.
Le 28 août 2021, un café géré par l'association "l'Oustal d'Espédaillac" a été mis en place.

### Enseignement
Les élèves les plus jeunes sont maintenant scolarisés à l'école publique maternelle et primaire de Livernon. Le collège le plus proche est celui de Lacapelle-Marival. Les lycéens vont majoritairement à Figeac.

## Population et société

### Démographie
L'évolution du nombre d'habitants est connue à travers les recensements de la population effectués dans la commune depuis 1793. Pour les communes de moins de 10 000 habitants, une enquête de recensement portant sur toute la population est réalisée tous les cinq ans, les populations de référence des années intermédiaires étant quant à elles estimées par interpolation ou extrapolation. Pour la commune, le premier recensement exhaustif entrant dans le cadre du nouveau dispositif a été réalisé en 2007.

En 2022, la commune comptait 282 habitants, en évolution de +6,82 % par rapport à 2016 (Lot : +1,31 %, France hors Mayotte : +2,11 %).
| 1793  | 1800 | 1806 | 1821 | 1831  | 1836 | 1841 | 1846 | 1851 |
| ----- | ---- | ---- | ---- | ----- | ---- | ---- | ---- | ---- |
| 1 073 | 832  | 858  | 947  | 1 066 | 880  | 919  | 918  | 955  |

| 1856 | 1861  | 1866 | 1872 | 1876 | 1881 | 1886 | 1891 | 1896 |
| ---- | ----- | ---- | ---- | ---- | ---- | ---- | ---- | ---- |
| 980  | 1 010 | 937  | 851  | 847  | 843  | 786  | 776  | 690  |

| 1901 | 1906 | 1911 | 1921 | 1926 | 1931 | 1936 | 1946 | 1954 |
| ---- | ---- | ---- | ---- | ---- | ---- | ---- | ---- | ---- |
| 617  | 643  | 613  | 567  | 514  | 504  | 502  | 360  | 281  |

| 1962 | 1968 | 1975 | 1982 | 1990 | 1999 | 2006 | 2007 | 2012 |
| ---- | ---- | ---- | ---- | ---- | ---- | ---- | ---- | ---- |
| 251  | 219  | 212  | 260  | 230  | 241  | 255  | 257  | 253  |

| 2017 | 2022 | - | - | - | - | - | - | - |
| ---- | ---- | - | - | - | - | - | - | - |
| 270  | 282  | - | - | - | - | - | - | - |

## Économie

### Revenus
En 2018, la commune compte 125 ménages fiscaux, regroupant 249 personnes. La médiane du revenu disponible par unité de consommation est de 23 600 € (20 740 € dans le département).

### Emploi
|                | 2008  | 2013  | 2018  |
| -------------- | ----- | ----- | ----- |
| Commune        | 6 %   | 6,9 % | 8,8 % |
| Département    | 7,3 % | 8,9 % | 9,6 % |
| France entière | 8,3 % | 10 %  | 10 %  |

En 2018, la population âgée de 15 à 64 ans s'élève à 124 personnes, parmi lesquelles on compte 74,4 % d'actifs (65,6 % ayant un emploi et 8,8 % de chômeurs) et 25,6 % d'inactifs,. Depuis 2008, le taux de chômage communal (au sens du recensement) des 15-64 ans est inférieur à celui de la France et du département.
La commune fait partie de la couronne de l'aire d'attraction de Figeac, du fait qu'au moins 15 % des actifs travaillent dans le pôle,. Elle compte 33 emplois en 2018, contre 23 en 2013 et 25 en 2008. Le nombre d'actifs ayant un emploi résidant dans la commune est de 84, soit un indicateur de concentration d'emploi de 39 % et un taux d'activité parmi les 15 ans ou plus de 41 %.
Sur ces 84 actifs de 15 ans ou plus ayant un emploi, 25 travaillent dans la commune, soit 29 % des habitants. Pour se rendre au travail, 82,4 % des habitants utilisent un véhicule personnel ou de fonction à quatre roues, 5,9 % les transports en commun, 1,2 % s'y rendent en deux-roues, à vélo ou à pied et 10,6 % n'ont pas besoin de transport (travail au domicile).

### Activités hors agriculture
33 établissements sont implantés  à Espédaillac au 31 décembre 2019. Le tableau ci-dessous en détaille le nombre par secteur d'activité et compare les ratios avec ceux du département,.
| Secteur d'activité                                                                                        | Commune | Commune | Département |
| Secteur d'activité                                                                                        | Nombre  | %       | %           |
| --- | ------- | ------- | ----------- |
| Ensemble                                                                                                  | 33      |         |             |
| Industrie manufacturière, industries extractives et autres                                                | 15      | 45,5 %  | (14 %)      |
| Construction                                                                                              | 6       | 18,2 %  | (13,9 %)    |
| Commerce de gros et de détail, transports, hébergement et restauration                                    | 6       | 18,2 %  | (29,9 %)    |
| Activités financières et d'assurance                                                                      | 2       | 6,1 %   | (2,8 %)     |
| Activités immobilières                                                                                    | 1       | 3 %     | (3,5 %)     |
| Activités spécialisées, scientifiques et techniques et activités de services administratifs et de soutien | 1       | 3 %     | (13,5 %)    |
| Administration publique, enseignement, santé humaine et action sociale                                    | 1       | 3 %     | (12 %)      |
| Autres activités de services                                                                              | 1       | 3 %     | (8,7 %)     |

Le secteur de l'industrie manufacturière, des industries extractives et autres est prépondérant sur la commune puisqu'il représente 45,5 % du nombre total d'établissements de la commune (15 sur les 33 entreprises implantées  à Espédaillac), contre 14 % au niveau départemental.
Depuis le 18 juillet 2020, un marché de producteurs est ouvert les vendredis soir, chaque été.

### Agriculture
La commune est dans les Causses », une petite région agricole occupant une grande partie centrale du département du Lot. En 2020, l'orientation technico-économique de l'agriculture  sur la commune est l'élevage d'ovins ou de caprins.
|               | 1988  | 2000  | 2010  | 2020  |
| ------------- | ----- | ----- | ----- | ----- |
| Exploitations | 22    | 19    | 13    | 10    |
| SAU (ha)      | 1 165 | 1 041 | 1 470 | 1 606 |

Le nombre d'exploitations agricoles en activité et ayant leur siège dans la commune est passé de 22 lors du recensement agricole de 1988  à 19 en 2000 puis à 13 en 2010 et enfin à 10 en 2020, soit une baisse de 55 % en 32 ans. Le même mouvement est observé à l'échelle du département qui a perdu pendant cette période 60 % de ses exploitations,. La surface agricole utilisée sur la commune est restée relativement stable, passant de 1165 ha en 1988 à 1606 ha en 2020. Parallèlement la surface agricole utilisée moyenne par exploitation a augmenté, passant de 53 à 161 ha.

## Culture locale et patrimoine

### Lieux et monuments

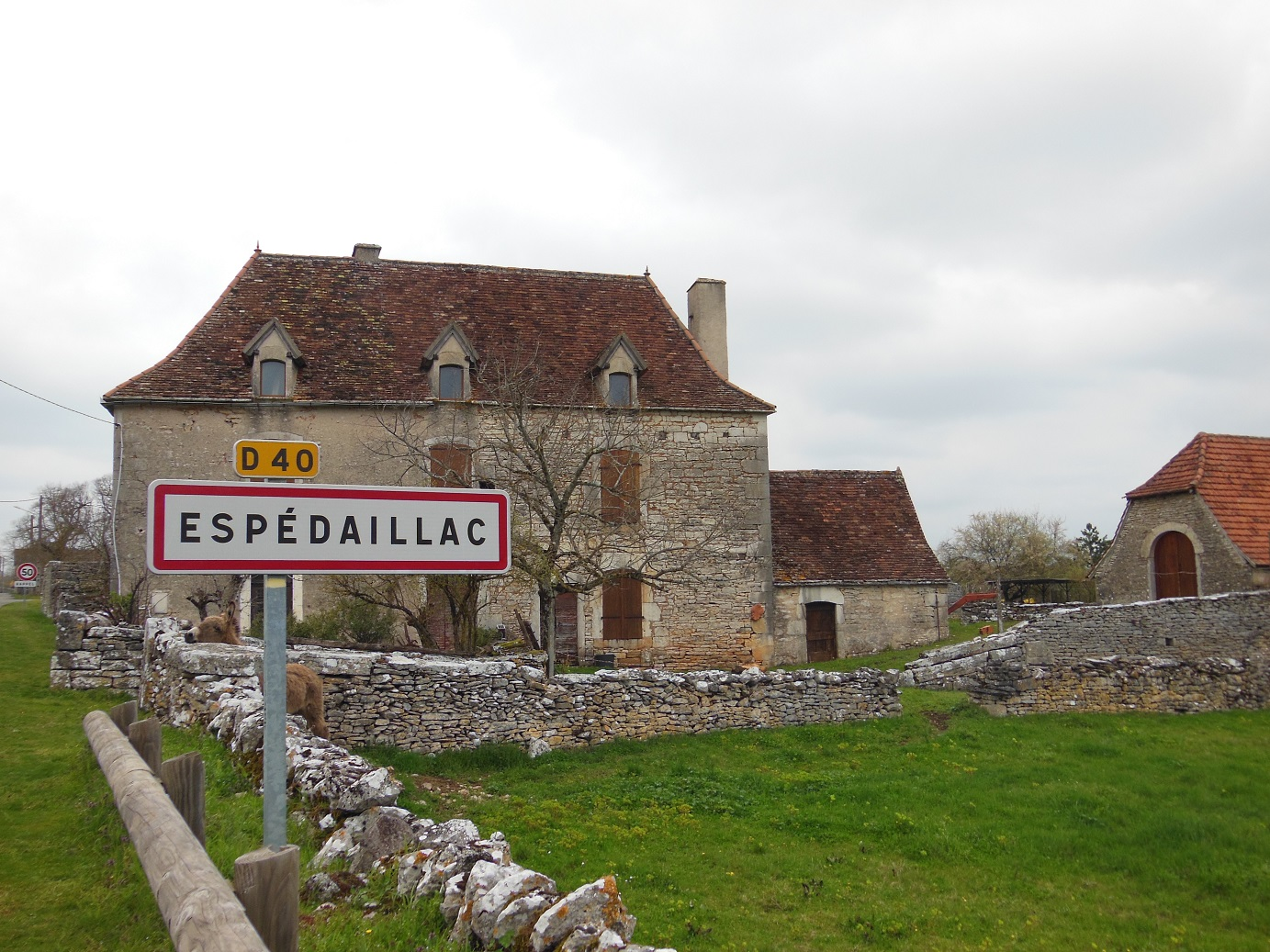
Entrée du village.
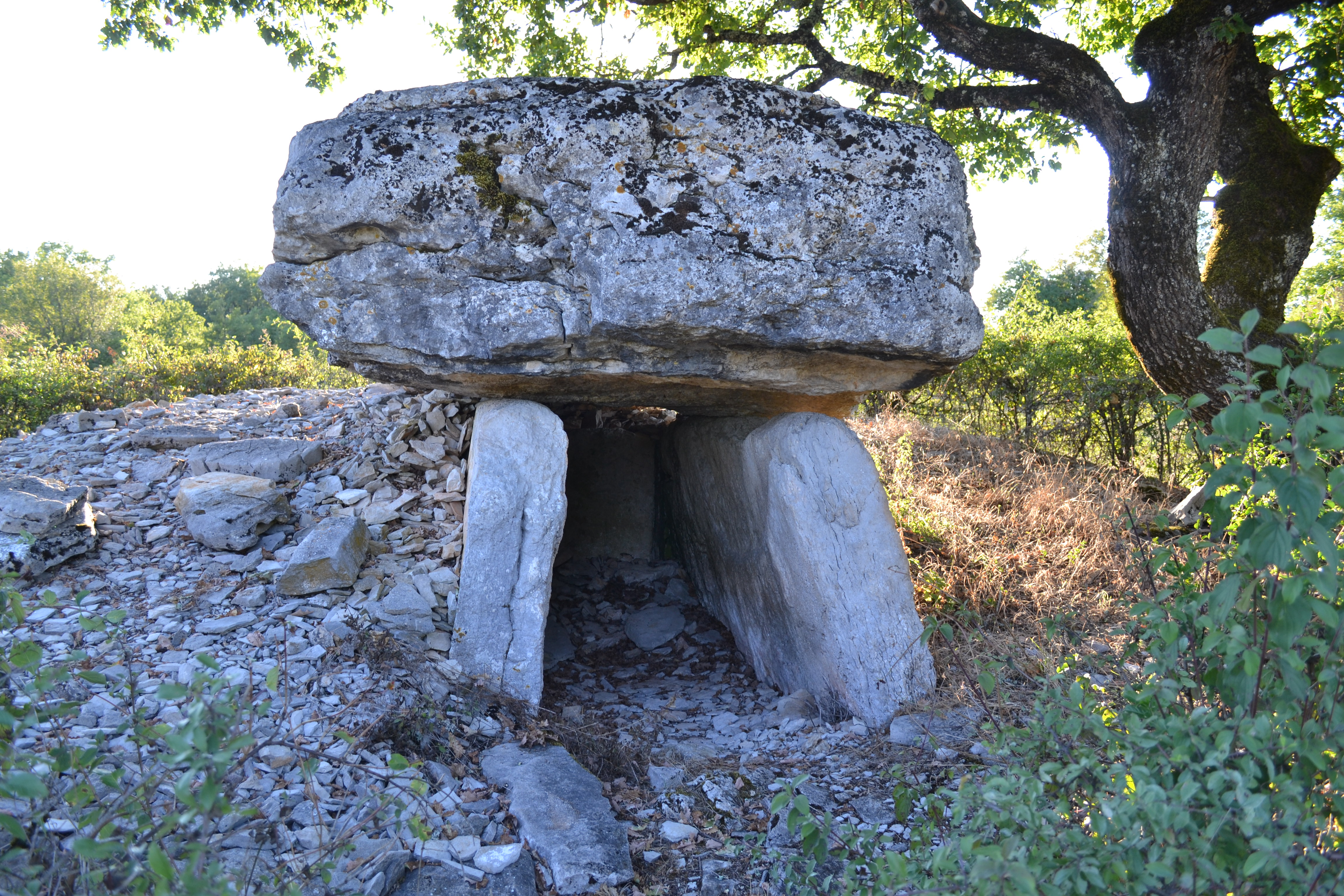
Dolmen de Peyrefit.
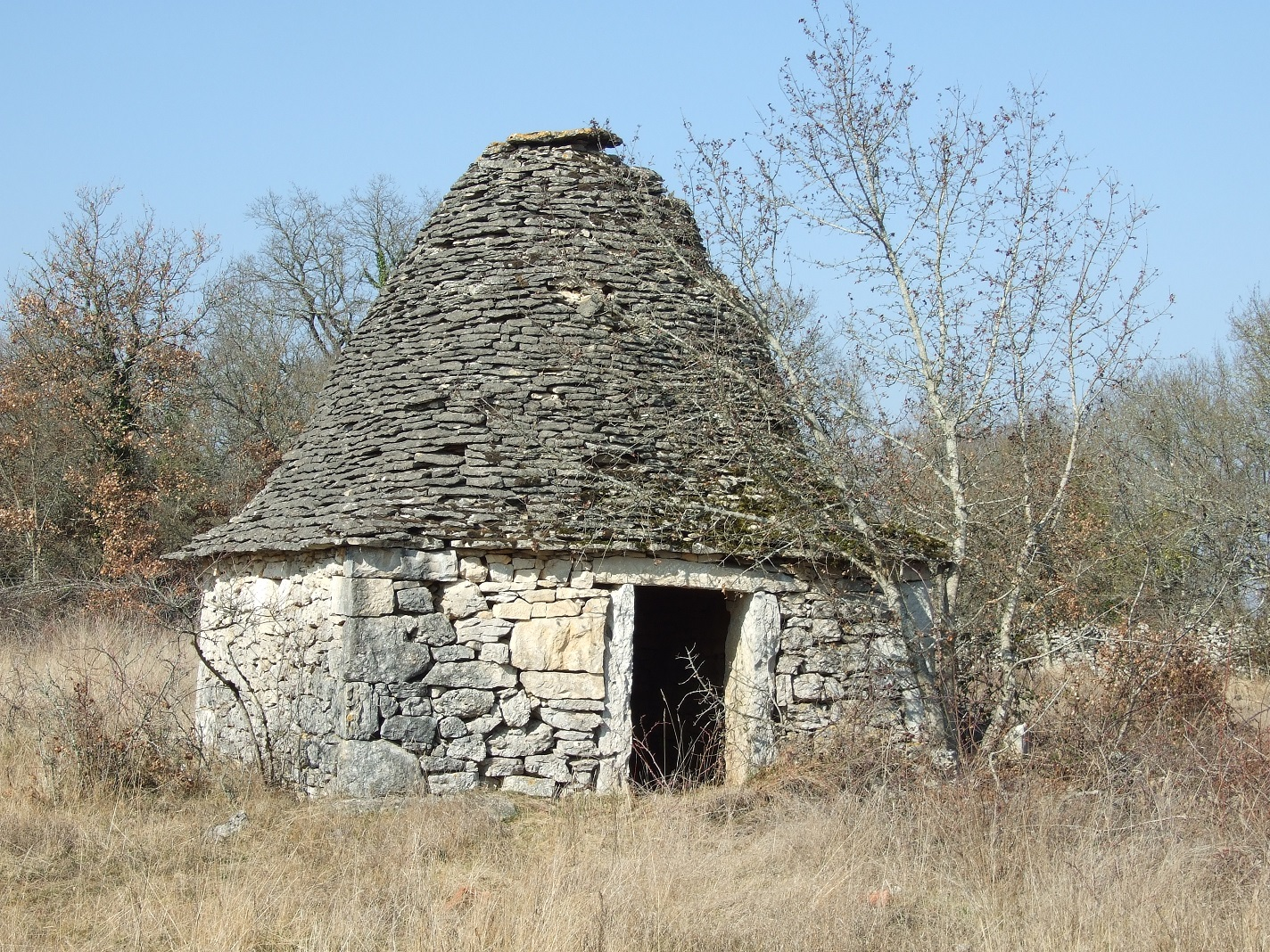
Cazelle.
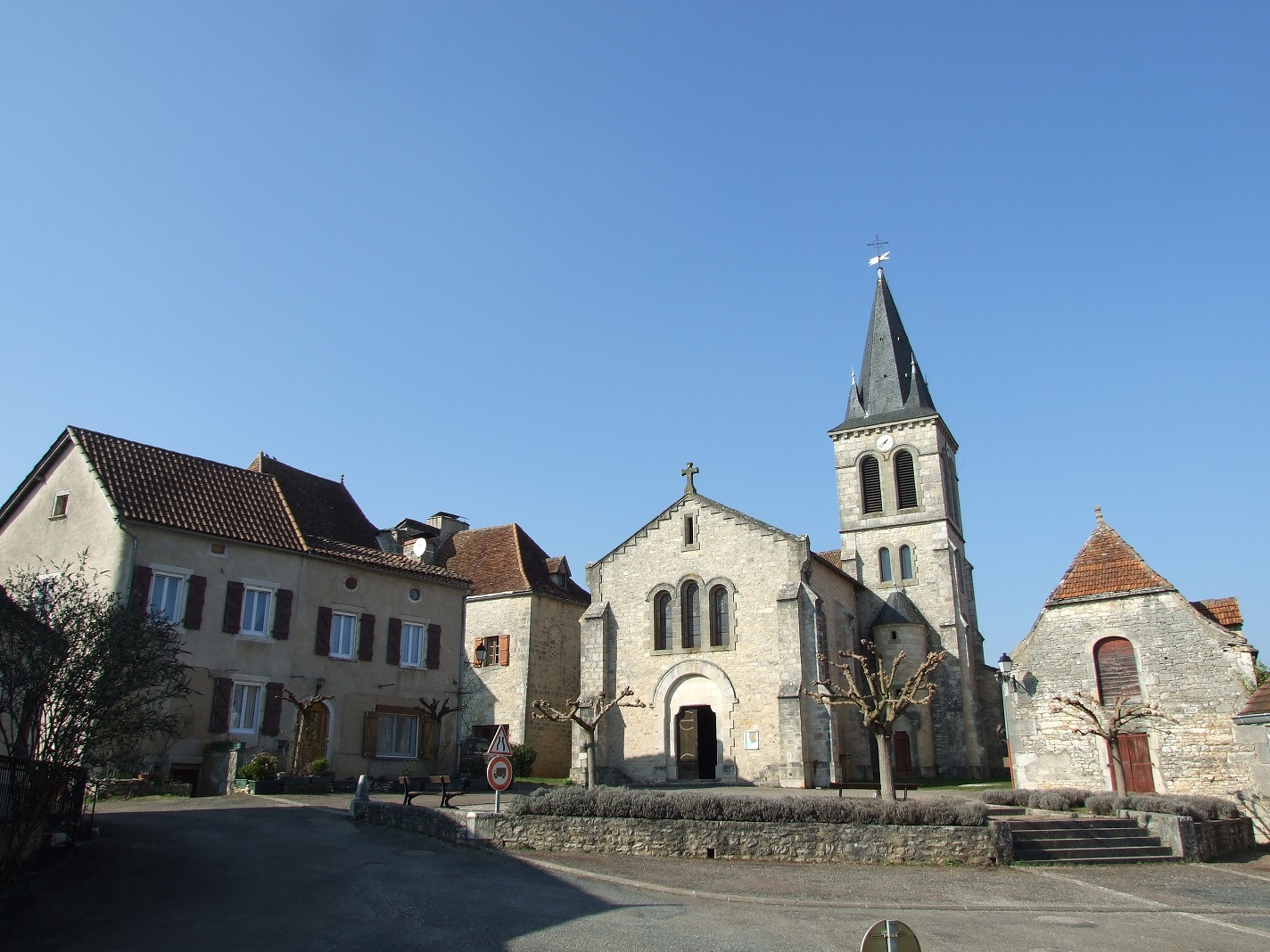
Église Saint-Blaise.
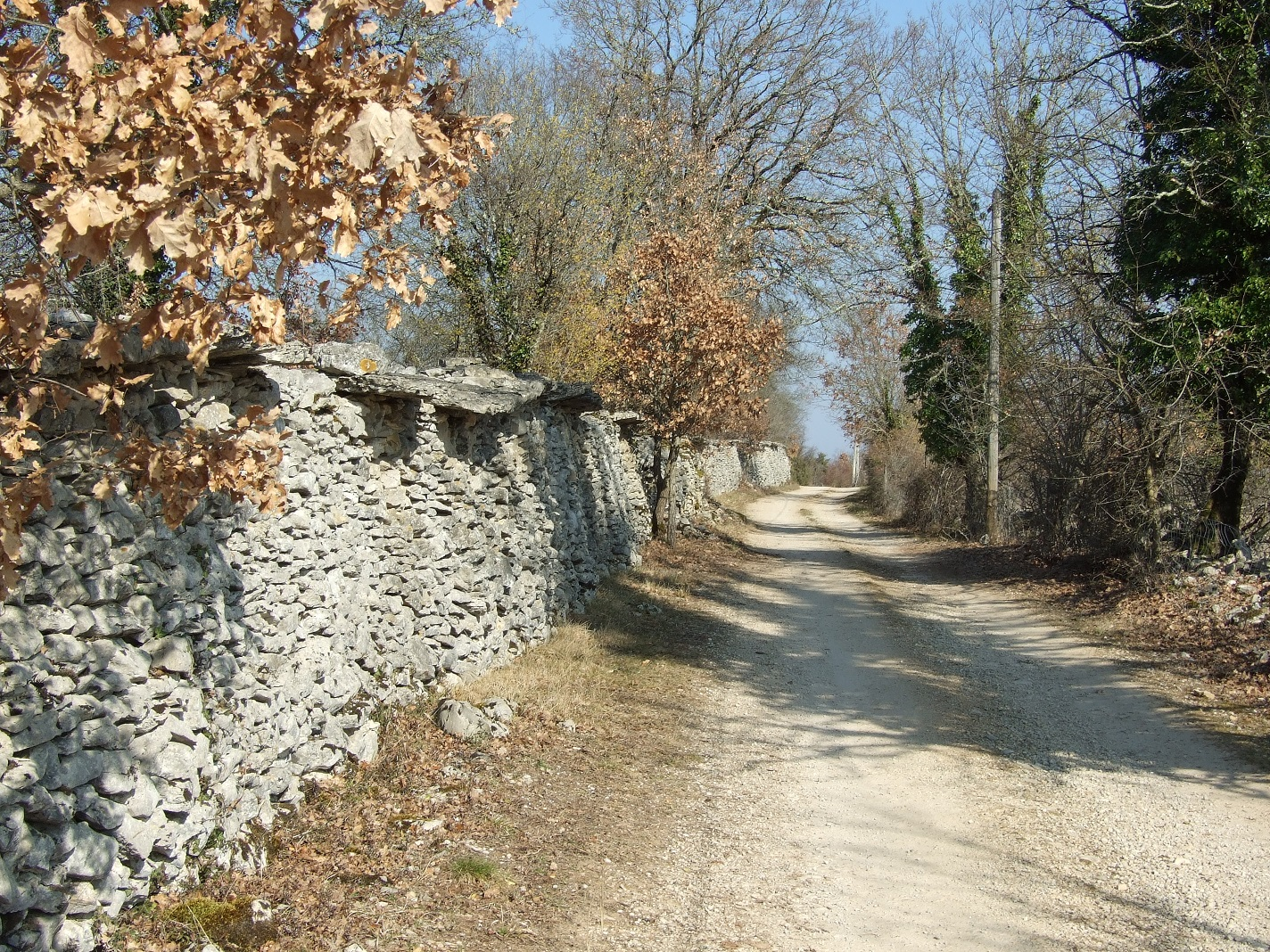
Muret en pierre sèche.
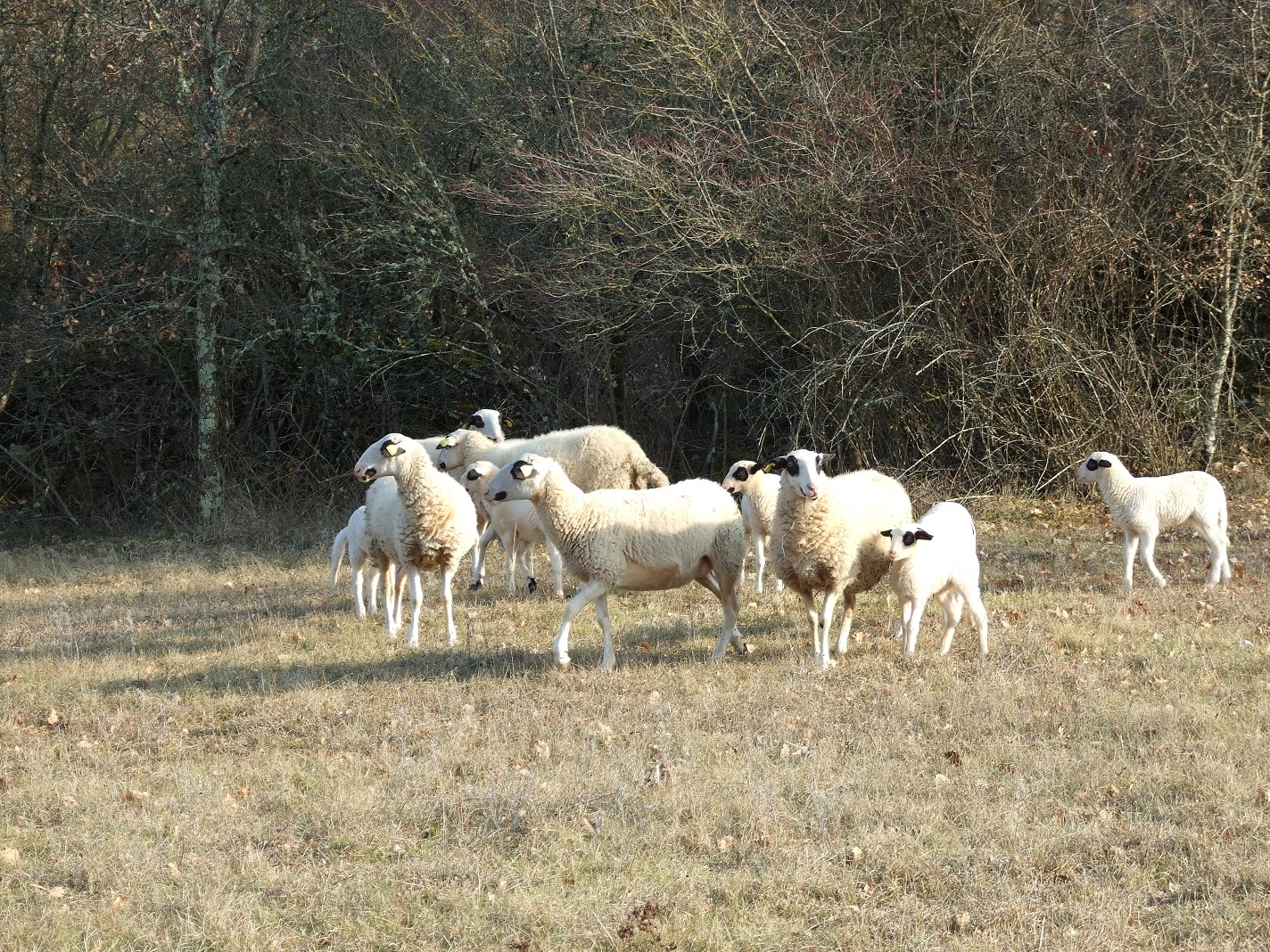
Troupeau de brebis caussenardes.
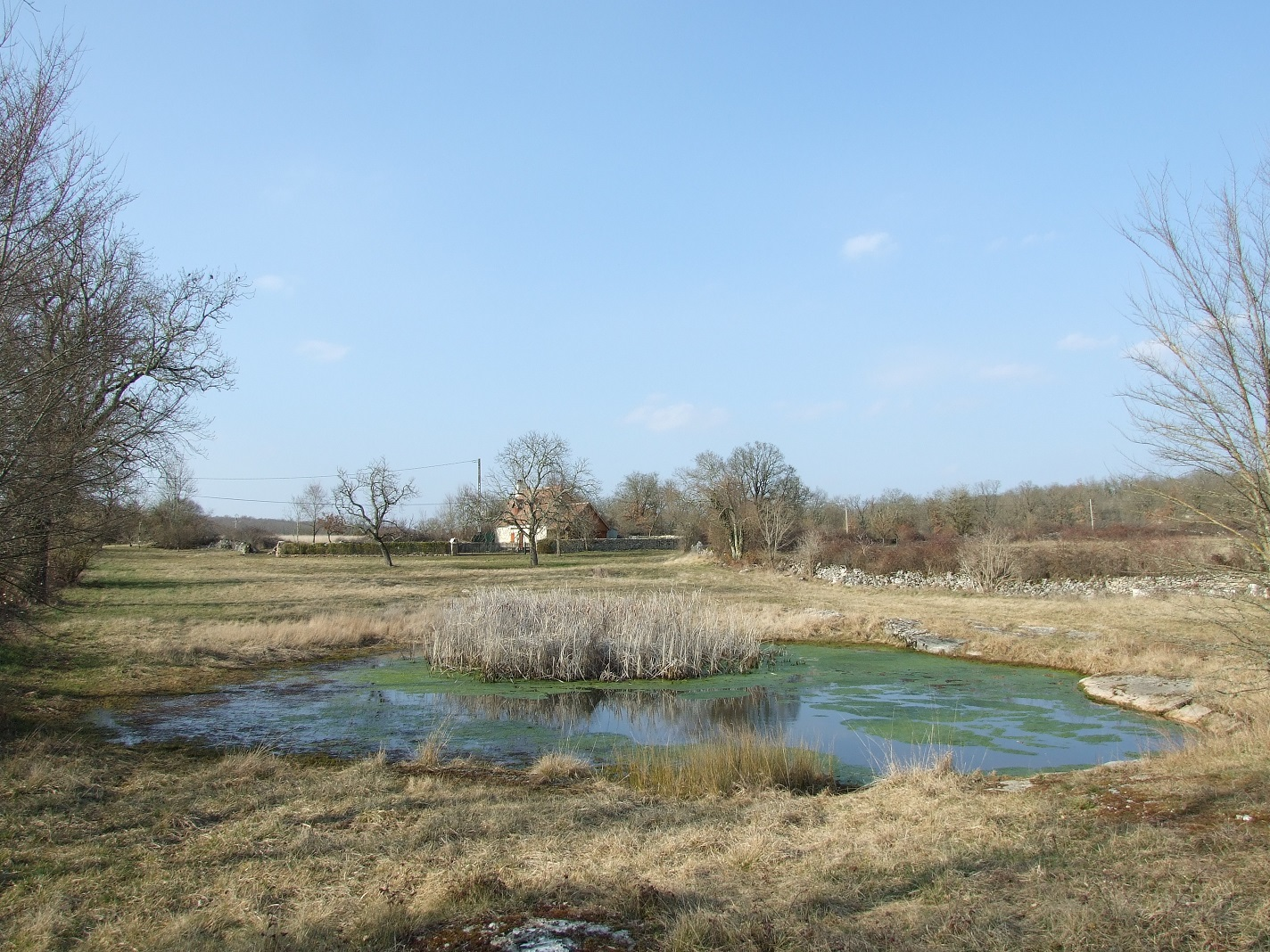
Lac d'Albert.

- Église Saint-Blaise d'Espédaillac. D'après l'abbé Clary (op. cit.), l'église a été reconstruite au 17e siècle, et elle est dite "neuve" en 1693[49].
- Église Sainte-Appolonie de Ginouillac. au hameau de Ginouillac, modeste église probablement construite au Xe siècle, est la 1ère église d'Espédaillac, puis partiellement reconstruite au XIIe siècle, située dans une exploitation agricole[50],[51].
- Gariotte du Mas de l'Artillou :  Inscrit MH (1978) Notice no PA00095069, sur la plateforme ouverte du patrimoine, base Mérimée, ministère français de la Culture.
- Dolmen du Mas-de-l'Artillou : orthostates de plus de 4 mètres de long soutenant une table monumentale (plus de 20 tonnes) creusée à sa surface de cupules avec des rigoles. 44° 36′ 59″ N, 1° 47′ 13″ E
- Dolmen de Ginouillac : dolmensimple qui a conservé son tumulus, la table s'est cassée en deux morceaux mais ils sont restés en place. 44° 35′ 48″ N, 1° 46′ 27″ E
- Dolmen de Peyrefit : dolmen recouvert d'une monumentale table (5 mètres de long pour 2 mètres de large et 1 mètre d'épaisseur) gravée de cupules. La chambre sépulcrale fait 3,40 mètres de long pour 1,05 mètre de large et 1,60 mètre de haut. Les orthostates latérales sont épaisses de 0,30 mètre[52]. 44° 37′ 18″ N, 1° 47′ 28″ E
- Dolmen de Place-del-Sol : beau dolmen intégré dans un mur de champs. La table de couverture (3,75 mètres de long pour 1,10 mètre de large et 0,20 mètre d'épaisseur) avoisine les 4 tonnes. La chambre sépulcrale fait 2,90 mètres de long pour 1,10 mètre de large et 1,30 mètre de haut. L'entrée est rétrécie par de grosses pierres et un faux linteau colmaté par des cailloux pour le transformer en abri pour les brebis[52].
- Dolmen de Vichelle : c'est un imposant dolmen dont la table monumentale, désormais brisée en trois morceaux (taille initiale 5,40 mètres de long pour 4,60 mètres de large, soit un poids d'environ 20 tonnes) est restée en place. Elle recouvre une belle chambre sépulcrale (3,40 mètres de long pour 1,60 mètre de large)[52]. Le dolmen porte le nom du hameau le plus proche situé lui sur la commune de Livernon. 44° 38′ 42″ N, 1° 48′ 42″ E
- Dolmen du Pech Ventoux : il s'agit d'un ensemble monumental de deux dolmens adjacents. Le dolmen situé à l'est dispose de deux orthostates sensiblement de même longueur (4,50 mètres pour l'un, 4,40 mètres pour l'autre), il a conservé sa dalle de chevet mais sa table s'est brisée en trois morceaux, dont le plus gros (3,40 mètres par 2,10 mètres) est resté en position. Le dolmen ouest, de proportions beaucoup plus modestes (orthostates respectifs de 2,40 mètres et 2,65 mètres) a perdu sa table mais conservé sa dalle de chevet. 44° 38′ 11″ N, 1° 48′ 03″ E

### Personnalités liées à la commune
- Famille de Cardaillac.
- Jean Joseph Moyzen (1754-1840), homme politique né à Espédaillac, député du Lot de 1816 à 1823.

#### Site de l'Insee
1. ↑  « La grille communale de densité », sur le site de l'Insee, 28 mai 2024 (consulté le 28 juin 2024).
2. 1 2  Insee, « Métadonnées de la commune ».
3. ↑  « Liste des communes composant l'aire d'attraction de Figeac », sur le site de l'Insee (consulté le 28 juin 2024).
4. ↑  Marie-Pierre de Bellefon, Pascal Eusebio, Jocelyn Forest, Olivier Pégaz-Blanc et Raymond Warnod (Insee), « En France, neuf personnes sur dix vivent dans l’aire d’attraction d’une ville », sur le site de l'Insee, 21 octobre 2020 (consulté le 28 juin 2024).
5. ↑  « REV T1 - Ménages fiscaux de l'année 2018 à Espédaillac » (consulté le 5 février 2022).
6. ↑  « REV T1 - Ménages fiscaux de l'année 2018 dans le Lot » (consulté le 5 février 2022).
7. 1 2  « Emp T1 - Population de 15 à 64 ans par type d'activité en 2018 à Espédaillac » (consulté le 5 février 2022).
8. ↑  « Emp T1 - Population de 15 à 64 ans par type d'activité en 2018 dans le Lot » (consulté le 5 février 2022).
9. ↑  « Emp T1 - Population de 15 à 64 ans par type d'activité en 2018 dans la France entière » (consulté le 5 février 2022).
10. ↑  « Base des aires d'attraction des villes 2020 », sur site de l'Insee (consulté le 10 avril 2021).
11. ↑  « Emp T5 - Emploi et activité en 2018 à Espédaillac » (consulté le 5 février 2022).
12. ↑  « ACT T4 - Lieu de travail des actifs de 15 ans ou plus ayant un emploi qui résident dans la commune en 2018 » (consulté le 5 février 2022).
13. ↑  « ACT G2 - Part des moyens de transport utilisés pour se rendre au travail en 2018 » (consulté le 5 février 2022).
14. ↑  « DEN T5 - Nombre d'établissements par secteur d'activité au 31 décembre 2019 à Espédaillac » (consulté le 14 février 2022).
15. ↑  « DEN T5 - Nombre d'établissements par secteur d'activité au 31 décembre 2019 dans le Lot » (consulté le 14 février 2022).

#### Autres sources
1. ↑  Carte IGN sous Géoportail
2. ↑  IGN, Répertoire géographique des communes 2014, [lire en ligne].
3. ↑  Thierry Pélissié, Le causse jurassique de Limognes-en-Quercy : stratigraphie, sédimentologie, structure, thèse de doctorat, Toulouse, Université Paul Sabatié, 1982, 281 p.
4. ↑  Jean Taisne, Contribution à un inventaire spéléologique du Département du Lot : coordonnées et situation de plus de 1300 cavités, Labastide-Murat, Comité Départemental de Spéléologie du Lot (CDS46), mars 2006, 363 p. (ISBN 2-9509260-1-0), p. 158
5. 1 2 3 4 5 6 7  Gérard Magné, Michèle Caminade, Éliane Dhieux, Robert Dorange, Serge Hirondelle, Marie-Louis Larnaudie, Olivier Raynal, Carmen Lacombe et Sarah Boscus, Espédaillac : village des Causses du Quercy : histoire & patrimoine, Édicausse, juin 2021 (ISBN 978-2-917626-23-8 et 2-917626-23-2, OCLC 1263218175)
6. ↑  Jean-Noël Salomon (LGPA et INTERMET, Institut de Bordeaux, Université Bordeaux 3), « Le causse de Gramat et ses alentours : les atouts du paysage karstique », Karstologia, no 35,‎ 2000, p. 1-12 (ISSN 0751-7688, lire en ligne)Description du causse de Gramat (géologie, climat, sol, végétation, hydrologie, occupation humaine, atouts paysagers et patrimoniaux, 6 figures, 9 photos et une carte A3 hydro-karsto-spéléologie du causse de Gramat.
7. 1 2  Daniel Joly, Thierry Brossard, Hervé Cardot, Jean Cavailhes, Mohamed Hilal et Pierre Wavresky, « Les types de climats en France, une construction spatiale », Cybergéo, revue européenne de géographie - European Journal of Geography, no 501,‎ 18 juin 2010 (DOI 10.4000/cybergeo.23155, lire en ligne, consulté le 14 novembre 2023)
8. ↑  « Zonages climatiques en France métropolitaine. », sur pluiesextremes.meteo.fr (consulté le 14 novembre 2023).
9. ↑  « Orthodromie entre Espédaillac et Lunegarde », sur fr.distance.to (consulté le 14 novembre 2023).
10. ↑  « Station Météo-France « Lunegarde » (commune de Lunegarde) - fiche climatologique - période 1991-2020 », sur donneespubliques.meteofrance.fr (consulté le 14 novembre 2023).
11. ↑  « Station Météo-France « Lunegarde » (commune de Lunegarde) - fiche de métadonnées. », sur donneespubliques.meteofrance.fr (consulté le 14 novembre 2023).
12. ↑  « Climadiag Commune : diagnostiquez les enjeux climatiques de votre collectivité. », sur meteofrance.fr, novembre 2022 (consulté le 14 novembre 2023).
13. ↑  « Les espaces protégés. », sur le site de l'INPN (consulté le 10 mai 2022).
14. ↑  « Liste des espaces protégés sur la commune », sur le site de l'inventaire national du patrimoine naturel (consulté le 2 septembre 2021).
15. ↑  « Le parc naturel régional des Causses du Quercy – charte 2012-2024 », sur parc-causses-du-quercy.fr (consulté le 8 mai 2021).
16. ↑  [PDF]« Le parc naturel régional des Causses du Quercy – charte 2012-2024 - le rapport », sur parc-causses-du-quercy.fr (consulté le 8 mai 2021).
17. ↑  « - fiche descriptive », sur le site de l'inventaire national du patrimoine naturel (consulté le 1er septembre 2021).
18. ↑  « le géoparc des Causses du Quercy »(Archive.org • Wikiwix • Archive.is • Google • Que faire ?), sur le site des Géoparks de l'Unesco (consulté le 26 août 2021).
19. ↑  « Géoparc des Causses du Quercy - fiche descriptive », sur le site de l'inventaire national du patrimoine naturel (consulté le 1er septembre 2021).
20. ↑  « Liste des ZNIEFF de la commune d'Espédaillac », sur le site de l'Inventaire national du patrimoine naturel (consulté le 2 septembre 2021).
21. ↑  « ZNIEFF les « chênaie et lande du pech de Bar, du pech Pointu et de bois Grand » - fiche descriptive », sur le site de l'inventaire national du patrimoine naturel (consulté le 2 septembre 2021).
22. ↑  « CORINE Land Cover (CLC) - Répartition des superficies en 15 postes d'occupation des sols (métropole). », sur le site des données et études statistiques du ministère de la Transition écologique. (consulté le 14 avril 2021).
23. 1 2  « Les risques près de chez moi - commune d'Espédaillac », sur Géorisques (consulté le 17 octobre 2022).
24. ↑  BRGM, « Évaluez simplement et rapidement les risques de votre bien », sur Géorisques (consulté le 13 septembre 2022).
25. ↑  « Dossier départemental des risques majeurs dans le Lot », sur lot.gouv.fr (consulté le 13 septembre 2022).
26. ↑  « Dossier départemental des risques majeurs dans le Lot », sur lot.gouv.fr (consulté le 13 septembre 2022), chapitre Mouvements de terrain.
27. 1 2  « Liste des cavités souterraines localisées sur la commune d'Espédaillac », sur georisques.gouv.fr (consulté le 13 septembre 2022).
28. ↑  « Retrait-gonflement des argiles », sur le site de l'observatoire national des risques naturels (consulté le 13 septembre 2022).
29. ↑  « Dossier départemental des risques majeurs dans le Lot », sur lot.gouv.fr (consulté le 13 septembre 2022), chapitre Risque transport de matières dangereuses.
30. ↑  Gaston Bazalgues, « Les noms des communes du Parc », Les cahiers scientifiques du Parc naturel régional des Causses du Quercy, vol. 1,‎ 2014, p. 115 (lire en ligne)
31. ↑  Carte IGN 2138OT O Cahors et 2137 SB Gramat-Rocamadour - 1/25000
32. ↑  « Géoportail », sur geoportail.gouv.fr (consulté le 19 décembre 2021).
33. 1 2 3 4 5  Monique Mahenc, Promenade Mégalithique en Quercy, Labège, Nestor, 2002, 352 p. (ISBN 2-9518674-0-9), p. 187-204
34. 1 2  Jean Clottes, « Les dolmens du Lot : réutilisations et destructions à l'époque moderne », Bulletin de la Société préhistorique de France,‎ 1963, p. 438-446 (lire en ligne )
35. ↑  Albe 2005, p. 146-159 Durbans ne dépendait pas du grand prieuré de Toulouse mais ses archives étaient stockées à l'hôtel Saint-Jean de Toulouse d'où l'erreur d'Edmond Albe. Elle dépendait de celui de Saint-Gilles si on réfère à Antoine du Bourg, Histoire du grand prieuré de Toulouse, 1883, p. 552 et à l'abbé C. Nicolas, Histoire des grands prieurs et du prieuré de Saint-Gilles faisant suite au manuscrit de Jean Raybaud 1751-1806, 1906, p. 114..
36. ↑  « Les maires de Espédaillac », sur Site francegenweb, 19 février 2011 (consulté le 26 novembre 2016).
37. ↑  « Extension de l'aire de jeux pour enfants - 17 juin », sur Espédaillac (consulté le 15 janvier 2023).
38. ↑  « Association "L'Oustal d'Espédaillac" : ouverture du café associatif - 28/29 août », sur Espédaillac (consulté le 15 janvier 2023).
39. ↑  « Enfance - vie scolaire », sur Espédaillac (consulté le 14 janvier 2023).
40. ↑  L'organisation du recensement, sur insee.fr.
41. ↑  Calendrier départemental des recensements, sur insee.fr.
42. ↑  Des villages de Cassini aux communes d'aujourd'hui sur le site de l'École des hautes études en sciences sociales.
43. ↑  Fiches Insee - Populations de référence de la commune pour les années 2006, 2007, 2008, 2009, 2010, 2011, 2012, 2013, 2014, 2015, 2016, 2017, 2018, 2019, 2020, 2021 et 2022.
44. ↑  « Marché de producteurs - 17 juillet », sur Espédaillac (consulté le 15 janvier 2023).
45. ↑  « Les régions agricoles (RA), petites régions agricoles(PRA) - Année de référence : 2017 », sur agreste.agriculture.gouv.fr (consulté le 14 février 2022).
46. ↑  Présentation des premiers résultats du recensement agricole 2020, Ministère de l’agriculture et de l’alimentation, 10 décembre 2021
47. 1 2  « Fiche de recensement agricole - Exploitations ayant leur siège dans la commune d'Espédaillac - Données générales », sur recensement-agricole.agriculture.gouv.fr (consulté le 14 février 2022).
48. ↑  « Fiche de recensement agricole - Exploitations ayant leur siège dans le département du Lot » (consulté le 14 février 2022).
49. ↑  : Patrimoines en Occitanie, église Saint-Blaise d'Espédaillac
50. ↑  Patrimoine du Lot : église paroissiale Sainte-Appolonie (Espédaillac)
51. ↑  Patrimoine Occitanie : église paroissiale Sainte-Appolonie
52. 1 2 3  Jean Clottes, « Les dolmens du Lot : réutilisations et destructions à l'époque moderne », Bulletin de la Société préhistorique de France, no Tome 60, N. 7-8,‎ 1963, p. 438-446 (lire en ligne).